# Nello Celio
Nello Celio (Quinto, 12 febbraio 1914 – Berna, 29 dicembre 1995) è stato un politico, magistrato e avvocato svizzero di origine ticinese.
Consigliere di stato per il Canton Ticino, Consigliere nazionale e Consigliere federale apparteneva al Partito Liberale Radicale svizzero, fu inoltre capitano dell'esercito svizzero durante gli anni della seconda guerra mondiale.

## Biografia
Attinente di Quinto nel Canton Ticino, diventa Presidente della Confederazione Elvetica nel 1972. Si dimette dal consiglio federale nel dicembre del 1973.
Studia prima alla scuola cantonale di commercio di Bellinzona, per poi continuare gli studi in giurisprudenza al nord delle alpi nelle università di Berna e Basilea dove ottiene la licenza nel 1937. Tornato in Ticino apre prima uno studio notarile a Faido per poi nel 1944 essere nominato procuratore pubblico del Sopraceneri, nel 1946, in rappresentanza del partito liberale radicale, entrò a far parte del Consiglio di Stato, assume la direzione dei Dipartimento delle costruzioni e militare del canton Ticino. Nel 1959 lascia il Consiglio di Stato, successivamente viene eletto nel 1963 nella camera bassa del parlamento federale, il Consiglio Nazione in cui resta fino al momento della elezione in Consiglio federale.
Eletto in consiglio federale il 14 dicembre 1966, diventa Presidente della Confederazione Elvetica nel 1972. Si dimette dal consiglio federale nel dicembre del 1973.
Regge negli anni in consiglio federale i dipartimenti:
- dal 1967 al 1968 il dipartimento militare;
- dal 1968 al 1973 il Dipartimento federale delle finanze e delle dogane;

Fu membro del governo durante il '68 e quindi come capo del dipartimento federale della difesa fu in prima linea nell'affrontare i disordini giovanili che toccarono pure la confederazione.
Nel 1973 si ritira a vita privata mantenendo nonostante un'influenza nel mondo politico ed economico cantonale e federale. Fu inoltre capitano dell'esercito svizzero.

### Vita privata
Era il padre dell'attore Teco Celio.

### Morte
Dopo la sua morte, avvenuta a Berna il 29 dicembre 1995, le sue ceneri sono state deposte nel cimitero di Chiggiogna.